# Hyperolius punctulatus
Hyperolius punctulatus es una especie de anfibios de la familia Hyperoliidae.
Es endémica de Angola.
Su hábitat natural incluye pantanos, marismas de agua dulce y corrientes intermitentes de agua dulce.